# Indicateurs du chômage en France
Les indicateurs du chômage en France mesurent le nombre de chômeurs et leur part relative dans la population active. Souvent critiqués, ils sont néanmoins couramment utilisés tant par le personnel politique que par les journalistes.

## Histoire
Durant les années 1980, dans certaines agences locales de l'emploi française, on estime le nombre de chômeurs en mesurant les fiches cartonnées avec un double décimètre. Depuis, des progrès techniques ont été accomplis, mais des problèmes conceptuels demeurent.
L'INSEE et Pôle Emploi mesurent un chômage qui n'est pas totalement identique, d'où le décalage persistant entre leurs deux chiffres. L'INSEE utilise la notion de chômage définie par le Bureau international du travail (critères: être sans travail ; être disponible pour travailler ; rechercher un travail de manière effective) ; pour Pôle Emploi, la définition du chômage est : être sans emploi, disponible immédiatement, et à la recherche d'un emploi à temps plein. Le problème est que cette définition est celle de la catégorie 1 des demandeurs d'emplois qu'elle comptabilise, alors qu'elle répartit les chômeurs inscrits sur ses listes en 8 catégories au total.
Un chômeur qui cherche un travail à temps partiel (catégorie 2 de l'ANPE) n'est donc pas comptabilisé comme chômeurs et ne l'a jamais été. Il en est également ainsi d'un demandeur d'emploi cherchant un travail à durée déterminée (catégorie 3).
Le décalage – important à l'époque – entre les deux méthodes de comptabilisation se reflète dans deux rapports : le premier, écrit par Edmond Malinvaud sous le titre Sur les statistiques de l'emploi et du chômage (1986) ; le second, rédigé par Paul Dubois (INSEE) et Michel Lucas (IGAS), intitulé Rapport sur les statistiques mensuelles du chômage et publié en 1991. Des efforts ont été entrepris à la suite de ces réflexions pour harmoniser les chiffres des deux institutions, mais l'écart est consubstantiel des divergences entre les concepts. Plus préoccupant, l'une et l'autre des définitions officielles laissent de côté un volume important de personnes.

## L'alternative
Cet état de fait a suscité la mise au point d'indicateurs alternatifs du chômage. Dans le milieu des années 1970, la CGT dénonçait déjà la sous-estimation des chiffres du chômage opérée, selon elle, par le gouvernement à des fins politiques. Sa méthode de calcul la conduisit, en 1975, à dénombrer 1,1 million de chômeurs quand l'ANPE n'en comptait que 700 000.
En 1984, l'ARIES (Association de recherches internationales économiques et sociales), dirigée par Lionel Stoléru, expliquait l'écart existant entre les chiffres de l'INSEE et ceux de l'ANPE par deux causes essentielles : le traitement social du chômage et le traitement politiques des statistiques.
En 1997, CERC-Association, proposait le concept élargi de personnes "privées d'emploi". En ajoutant aux chiffres de l'ANPE les personnes dispensées d'une recherche d'emploi, les chômeurs en formation ou en reconversion, et les préretraités, elle arrivait à un total de 5 millions de personnes "privées d'emploi".
La même année, le Commissariat général du Plan estimait le nombre de personnes "touchées"par le chômage à 7 millions, en ajoutant aux chiffres de l'INSEE : les personnes travaillant à temps partiel subi, celle qui subissent une précarité du travail (emplois aidés, travail temporaire involontaire), les préretraités, les demandeurs d'emploi en formation, ceux qui ne sont pas en mesure de chercher un emploi (problèmes de santé, service national, chômeurs découragés).
Ces indicateurs alternatifs ne sont pas eux-mêmes à l'abri de critiques, mais ils pointent l'inadaptation des outils statistiques à décrire le problème du chômage et du non-emploi. En réalité, le véritable problème est que le chiffre du chômage se voit assigner deux objectifs : indiquer le nombre de chômeur, et décrire l'état du marché du travail. On a pu un temps déduire l'état du marché du travail du nombre de chômeurs mais ce n'est plus le cas. Les indicateurs officiels comme les indicateurs alternatifs omettent un certain nombre d'informations relatives à l'influence du chômage sur le marché du travail, qui ne se résume à la probabilité d'y entrer ou de s'y maintenir. On peut citer comme carence : l'état des relations professionnelles ; les détournements de statut (la "fausse sous-traitance"), l'utilisation excessive des emplois aidés (en particulier leur effet d'éviction sur les emplois "normaux") ; le niveau des salaires...

## Mode de calcul 2015
Une fois inscrits à Pôle emploi, tous les demandeurs d’emploi sont tenus d’informer Pôle emploi, chaque mois, de leur recherche active. C’est « l’actualisation » mensuelle. Toute personne qui déclare toujours être à la recherche d’un emploi lors de son actualisation est alors comptabilisée dans le nombre total des demandeurs d’emploi. A contrario, lors de son actualisation mensuelle, si un demandeur d’emploi informe Pôle emploi qu’il a trouvé un travail (temps partiel, interim, CDD de 15 jours...), s’il n’actualise pas son statut, s’il ne remplit plus les conditions pour demeurer inscrit, ou s’il est radié administrativement, il sort des listes de Pôle emploi. Il n’est alors plus inscrit sur les listes de Pôle emploi et n’est donc plus comptabilisé parmi les demandeurs d’emploi.2